# Sarasota Orchestra
La Sarasota Orchestra è un'orchestra sinfonica americana con sede amministrativa a Sarasota, in Florida presso il Beatrice Friedman Symphony Center.

## Storia

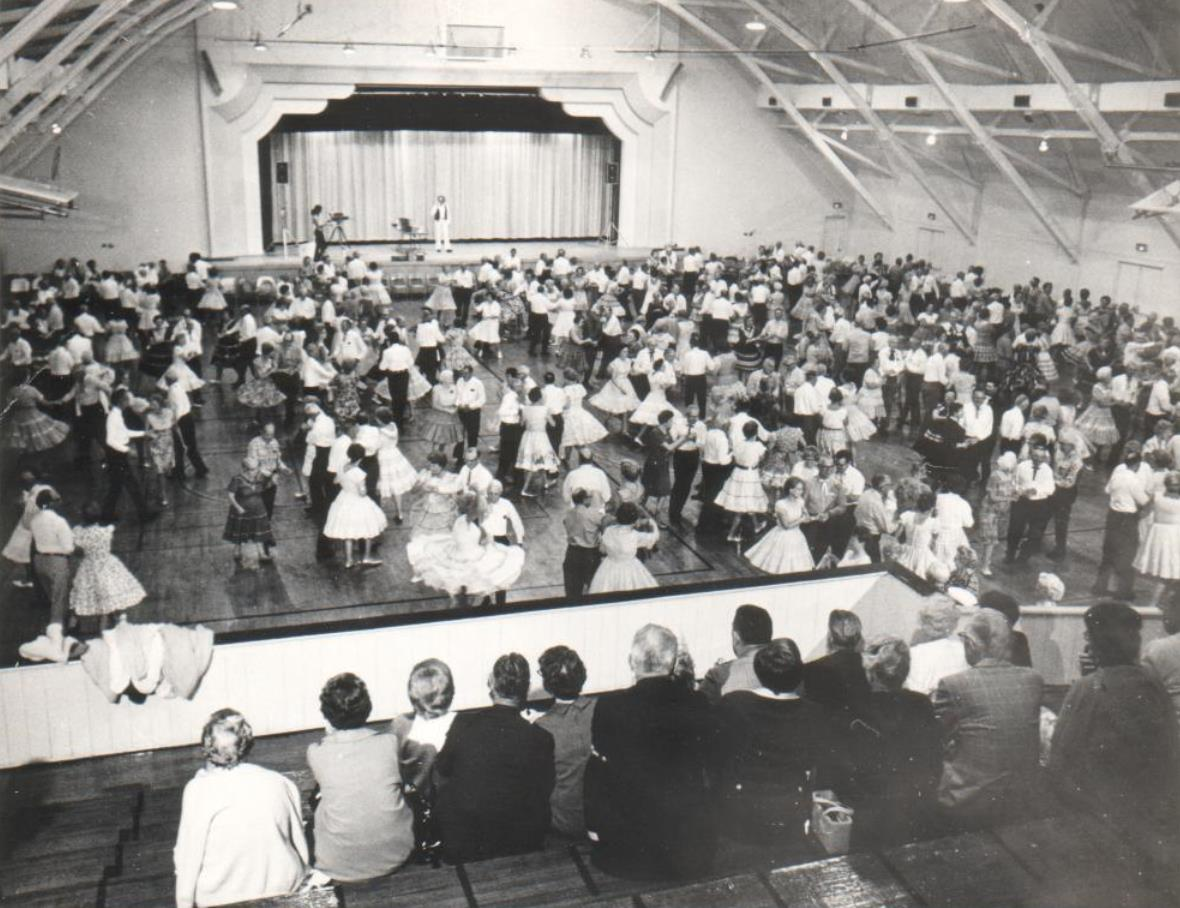
L'Auditorium municipale di Sarasota

Nell'autunno del 1948 Ruth Cotton Butler, un'insegnante di musica di Sarasota, ottenne, per formare un'orchestra, il sostegno di alcuni uomini d'affari, tra i quali il Dr. W.D. Sugg, J. Lorton Francis di Bradenton e George Gibbs, un musicista dilettante di Venice. Il loro sforzo congiunto produsse il 12 marzo 1949, il concerto di debutto della Florida West Coast Symphony, diretto da Lyman Wiltse, presso l'Auditorium municipale di Sarasota. Wiltse lavorò con il gruppo per un anno, come direttore musicale de facto. La prima stagione dell'orchestra aveva in programma tre concertiː il primo si tenne il 19 gennaio 1950. Alexander Bloch, dal 1950 al 1961 fu il primo direttore musicale dell'orchestra. Nei primi sei anni l'orchestra non aveva una sede, così, nel 1955, la commissione municipale di Sarasota approvò la costruzione dello spazio per le prove nel centro civico di Sarasota. La costruzione fu completata nel novembre del 1955.
A Block successe nel 1961 Paul Wolfe, per un periodo di ben 35 anni, sia come direttore artistico che direttore d'orchestra. Sotto la sua guida vennero formate un'orchestra da camera base e quattro gruppi da camera residenti, allargò il Programma della Youth Orchestra e consolidò, sia l'allora Florida West Coast Symphony, che il Music Festival of Florida, per creare il Sarasota Music Festival. Nel 1985 l'orchestra si fuse con il Sarasota Music Festival.
Nel 1997, a Wolf, fino al 2012 successe Leif Bjaland. Durante il suo mandato il direttore lavorò per la creazione di una serie di concerti intitolata, Journeys to Genius. In vista della sua nomina nel febbraio 2011 Anu Tali fece la sua prima apparizione come direttrice ospite. Nel giugno 2013 venne nominata direttrice effettiva, a partire dal 1º agosto 2013, con un contratto iniziale di 3 anni. Fu la prima donna ad essere nominata direttore musicale dell'orchestra. L'orchestra prolungò il suo contratto per altri 3 anni nel 2016. Nell'ottobre 2017 fu annunciato che Anu Tali dovrà dimettersi dalla direzione musicale dell'orchestra nel 2019.
L'orchestra esegue concerti a Sarasota in diversi locali:
- Holley Hall, Beatrice Friedman Symphony Center
- Van Wezel Performing Arts Hall
- Sarasota Opera House

## Direttori musicali
- 1950-1962: Alexander Bloch
- 1961-1995: Paul Wolfe
- 1997-2012: Leif Bjaland
- dal 2013: Anu Tali